# 九龍巴士287X線
九龍巴士287X線是一條新界巴士路線，循環來往水泉澳及佐敦，途經沙田圍、秦石邨及大圍後，取道青沙公路前往佐敦，再經油麻地、旺角及大角咀返回沙田。
九龍巴士287P線是287X線的特別班次，由水泉澳開出單向前往油麻地，只在星期一至五上午繁忙時間服務。
本線是繼286X後第2條途經青沙公路（長沙灣至沙田段）的全日專利巴士路線，亦是該路段第2條循環巴士路線。

## 歷史

### 開辦背景
早於2011年，運輸署已於《2011-2012年度沙田區巴士路線發展計劃》內，建議將九龍巴士87A線改組成本線，當時擬議的走線與後來的定案大同小異，有關方案在沙田區議會交通及運輸委員會審議時，因委員不滿來往沙田及石硤尾、深水埗一帶的巴士服務遭到削減而被否決。
在翌年的《2012-2013年度沙田區巴士路線發展計劃》中，九巴和運輸署透過將開辦本線的建議再次呈上議會審議，方案不變，但就同時建議將原86B線改組為286X線，並在青沙公路轉車站設置巴士轉乘站，方便乘客互相轉乘。
本線原計劃於2012年第三季與286X線一併投入服務，但卻因種種原因而未能投入服務，後者卻率先於2012年12月1日開辦，當時有指有旺角西區議員不滿87A線改組為本線後，不再途經旺角（柏景灣）公共運輸交匯處，當局順應其要求將本線繞經該總站，同時微調86A及87B線的行車路線，以減低87A線改組對乘客的影響；上述修訂建議於2013年9月10日的沙田交運會會議上獲通過。本線終於在2014年8月23日起投入服務，但青沙公路轉車站轉乘優惠並未在開辦一刻提供。
早在本線投入服務前，有關方面已在《沙田區區域性巴士路線重組》方案中建議本線延長至水泉澳邨，而由於里數增加，方案中的全程收費由原本的$6.8增至$7.7。同年8月運輸署提出修訂建議，往九龍方向繞經博康巴士總站；同時，當局又建議改道後本線全程收費增至$8.1，但回程（佐敦往水泉澳邨）會提供$7.1的優惠票價，使乘客可以原有車資返回沙田，為期一年。惟最終正式實施時，本線維持原有車費。
2015年3月21日：增設到站時間預報。

### 年表
- 2014年8月23日：本線開辦，取代87A線，循環來往博康及佐敦[13][14][15]。
- 2015年1月10日：於青沙公路轉車站增設中途站，並提供與其他途經該處的九巴路線之八達通轉乘優惠[16]。
- 2016年2月5日：總站由博康巴士總站延長至水泉澳[17][18][19]：
  - 來回程途經多石街、博泉街及水泉坳街進出水泉澳邨；
  - 來回程仍維持繞經博康巴士總站；
  - 往佐敦方向，在博泉街增設「水泉澳邨月泉樓」站；
  - 頭尾班車皆提早5分鐘開出，並加密平日繁忙時間班次。
- 2016年6月13日：往水泉澳方向加設博泉街「水泉澳邨城泉樓」站[20]。
- 2017年12月18日：增設特別班次，逢星期一至五（公眾假期除外）18:50由旺角街市單向開往水泉澳。
- 2018年4月19日：上述特別班次取消。
- 2021年6月15日：287P線開辦，逢星期一至五（公眾假期除外）07:40由水泉澳單向開往旺角。[21]
- 2022年7月4日：287X線提早頭班車時間至05:20。
- 2023年4月17日：287P線增設07:20及08:00班次[22]。
- 2023年6月11日：287X線往佐敦方向取消逸泰街「博康巴士總站」站，改停沙角街「博康邨」站。[23]
- 2024年4月22日：287P線按原有路線到達奧運站後，改經亞皆老街前往旺角及油麻地，以彌敦道「加士居道」站為終點站，不經佐敦一帶[24]。

## 服務時間及班次
287X
| 水泉澳開         | 水泉澳開    | 水泉澳開     |
| 日期             | 服務時間    | 班次（分鐘） |
| ---------------- | ----------- | ------------ |
| 星期一至五       | 05:20-06:00 | 20           |
| 星期一至五       | 06:00-07:00 | 15           |
| 星期一至五       | 07:00-07:36 | 12           |
| 星期一至五       | 07:36-08:06 | 10           |
| 星期一至五       | 08:18       |              |
| 星期一至五       | 08:30-16:00 | 15           |
| 星期一至五       | 16:00-17:00 | 10           |
| 星期一至五       | 17:00-18:08 | 8/9          |
| 星期一至五       | 18:08-19:00 | 13           |
| 星期一至五       | 19:00-22:15 | 15           |
| 星期一至五       | 22:15-23:55 | 20           |
| 星期六           | 05:20-07:00 | 20           |
| 星期六           | 07:00-15:00 | 15           |
| 星期六           | 15:00-17:00 | 12           |
| 星期六           | 17:00-22:15 | 15           |
| 星期六           | 22:15-23:55 | 20           |
| 星期日及公眾假期 | 05:20-09:00 | 20           |
| 星期日及公眾假期 | 09:00-21:15 | 15           |
| 星期日及公眾假期 | 21:15-23:55 | 20           |

287P
- 水泉澳開
  - 星期一至五：07:20、07:40、08:00

星期六、日及公眾假期不設服務

## 收費
287P／287X
全程：$8.1
- 大圍轉車站－大圍站往水泉澳：$6.7（只適用於287X線）
- 博康巴士總站往水泉澳：$5.1（只適用於287X線）

| - 本線設有12歲以下小童及65歲或以上長者半價優惠。 - 65歲或以上香港居民使用「樂悠咭」，以及12歲以下合資格殘疾兒童使用「殘疾人士身份」個人八達通繳付車資，均可享有每程$2.0或半價（以較低者為準）的票價優惠；12至64歲合資格殘疾人士使用「殘疾人士身份」個人八達通（包括「樂悠咭」），以及60至64歲香港居民使用「樂悠咭」繳付車資，均可享有每程$2.0或全費（以較低者為準）的票價優惠。 - 65歲或以上長者如使用長者或一般個人八達通繳付車資，則只可享有半價優惠；12至64歲合資格殘疾人士如不使用「殘疾人士身份」個人八達通，以及60至64歲人士如不使用「樂悠咭」繳付車資，必須繳付全費。 - 乘客可以現金或八達通於上車時付款，不設找續。 - 每位成人乘客可免費攜帶最多兩名4歲以下而不佔座位的兒童乘客乘車，超額之4歲以下小童必須繳付小童車費乘車。 - 持有「九巴月票」之乘客在車票有效期內，每日可享最多10程任何九龍巴士及龍運巴士路線（包括本路線，以及聯營路線的九龍巴士／龍運巴士提供的班次；惟乘搭機場「A」及「NA」線則可享原價二七折優惠（不會計算每天10次合資格車程））；而B1線則每日可享最多各2程（不會計算每天10次合資格車程）。 - 九龍巴士、城巴、龍運巴士及陽光巴士全職員工及家屬（不包括外判職員）可免費乘搭本路線，惟必須拍職員或職員家屬八達通。 - 乘客亦可透過多元化電子支付系統（e度嘟）繳付車資，包括使用非接觸式VISA卡、JCB卡、萬事達卡、銀聯卡、美國運通、大來國際、Discover Card、Apple Pay、Google Pay、Samsung Pay、AlipayHK「易乘碼」、支付寶、WeChatHK／微信支付「搭車碼」、銀聯雲閃付「乘車碼」及BOC Pay「乘車碼」。乘客使用此付款方式，使用此支付方式的乘客可享有中途下車之分段收費，以及與其他九巴／龍運獨營路線或聯營線九巴／龍運班次之轉乘優惠，惟不適用於與非九巴／龍運路線之轉乘優惠，亦不能享有「公共交通費用補貼計劃」及「長者及合資格殘疾人士公共交通票價優惠計劃」。 |

### 八達通轉乘優惠
乘客登上本線後150分鐘內以同一張八達通卡轉乘以下路線，或從以下路線登車後150分鐘內以同一張八達通卡轉乘本線，次程可獲車資折扣優惠：

#### 青沙公路轉乘優惠
287X/P←→青沙公路路線
- 287X/P往九龍 → 286P往荔枝角站或286X往深水埗，次程車資全免
- 287X/P往九龍 → 38B往海濱花園、240X往葵興站、249X往青衣站、270B往奧運站、270D往深水埗、270P往九龍站、272E往柏景灣、272P往葵興站、272X往旺角東站、280X往尖沙咀或286C往長沙灣，回贈首程車資
- 38B往海濱花園、240X往葵興站、249X往青衣站、270B往奧運站、270D往深水埗、270P往九龍站、272E往柏景灣、272P往葵興站、272X往旺角東站、280X往尖沙咀、286C往長沙灣、286P往荔枝角站或286X往深水埗 → 287X/P往九龍，次程車資全免
- 287X往水泉澳 → 286X往顯徑，次程車資全免
- 287X往水泉澳 → 38B往碩門邨、240X往黃泥頭、249X往博康、271X往富亨、272E往太和、272P往富亨、272X往大埔中心、280X往穗禾苑、286C往利安或287D往錦英苑，回贈首程車資
- 38B往碩門邨、240X往黃泥頭、249X往博康、271X往富亨、272E往太和、272P往富亨、272X往大埔中心、280X往穗禾苑、286C往利安、286X往顯徑或287D往錦英苑 → 287X往水泉澳，次程車資全免

## 使用車輛
現時本線使用12輛亞歷山大丹尼士Enviro 500 MMC 12米（ATENU）雙層空調巴士，均屬沙田車廠。
現時行走本線所有採用電子牌的巴士上，更以路線目的地及「八號幹線特快 Route 8 Express」交替顯示，以示本線取道八號幹線特快來往沙田及九龍市區。

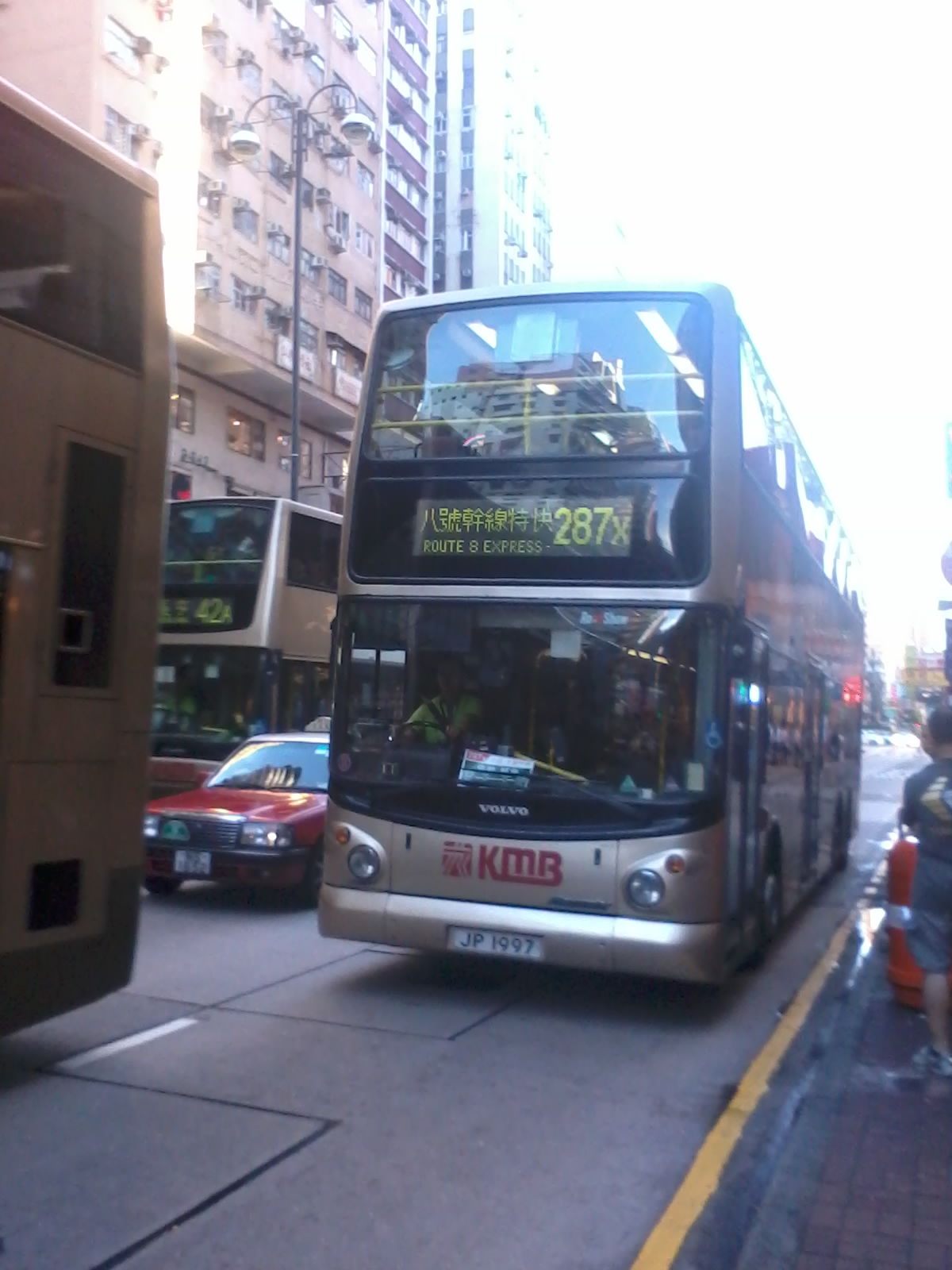
現時行走本線採用電子牌的巴士上顯示的「八號幹線特快 Route 8 Express」

| 車隊編號  | 車牌   |
| --------- | ------ |
| ATENU691  | TR1390 |
| ATENU695  | TR2405 |
| ATENU696  | TR2451 |
| ATENU709  | TR3908 |
| ATENU715  | TR5596 |
| ATENU718  | TR6438 |
| ATENU745  | TS3329 |
| ATENU761  | TS8734 |
| ATENU903  | TX6152 |
| ATENU915  | TY2076 |
| ATENU916  | TY2291 |
| ATENU1133 | UH4220 |

## 行車路線
287X

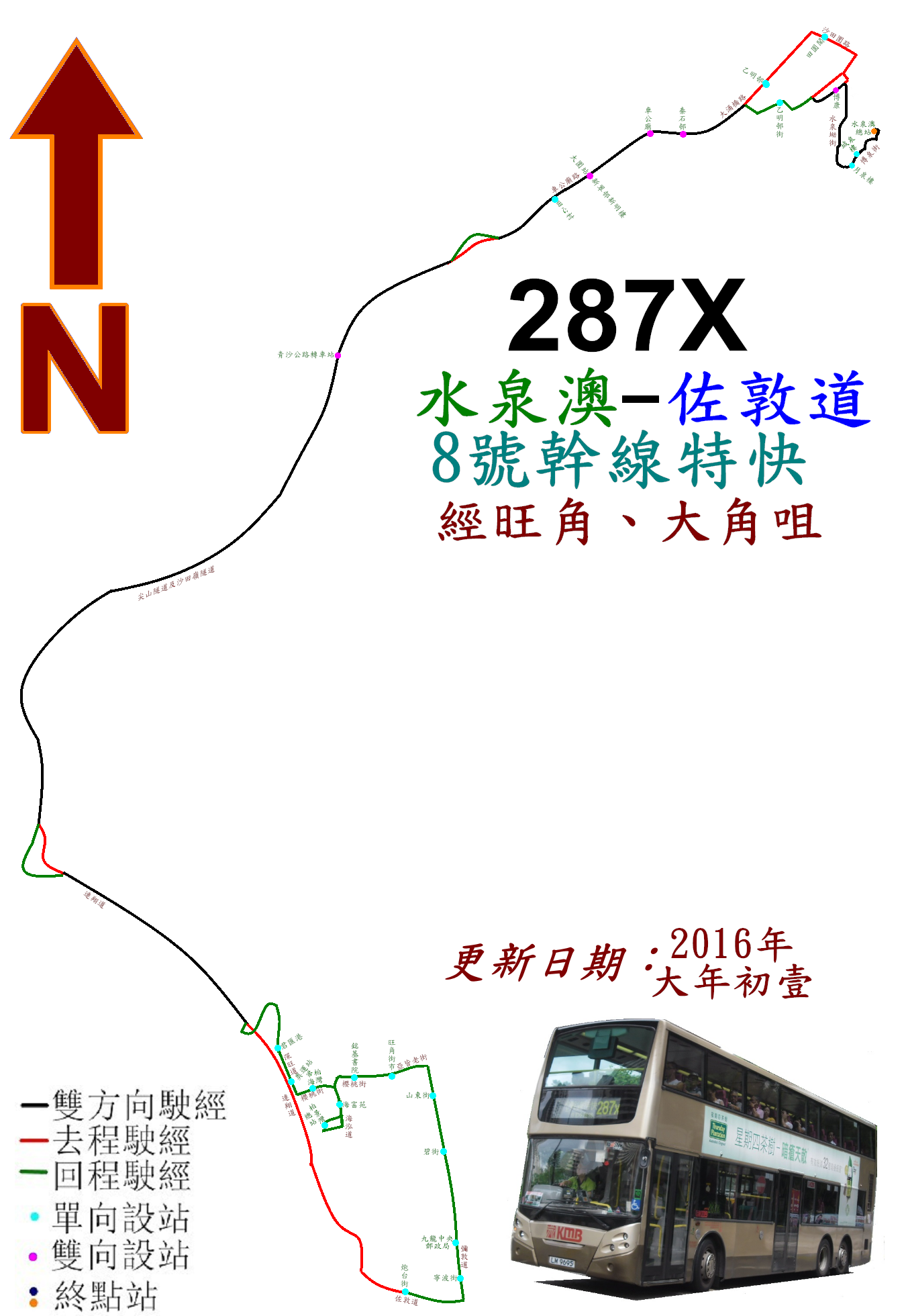
287X線的走線圖

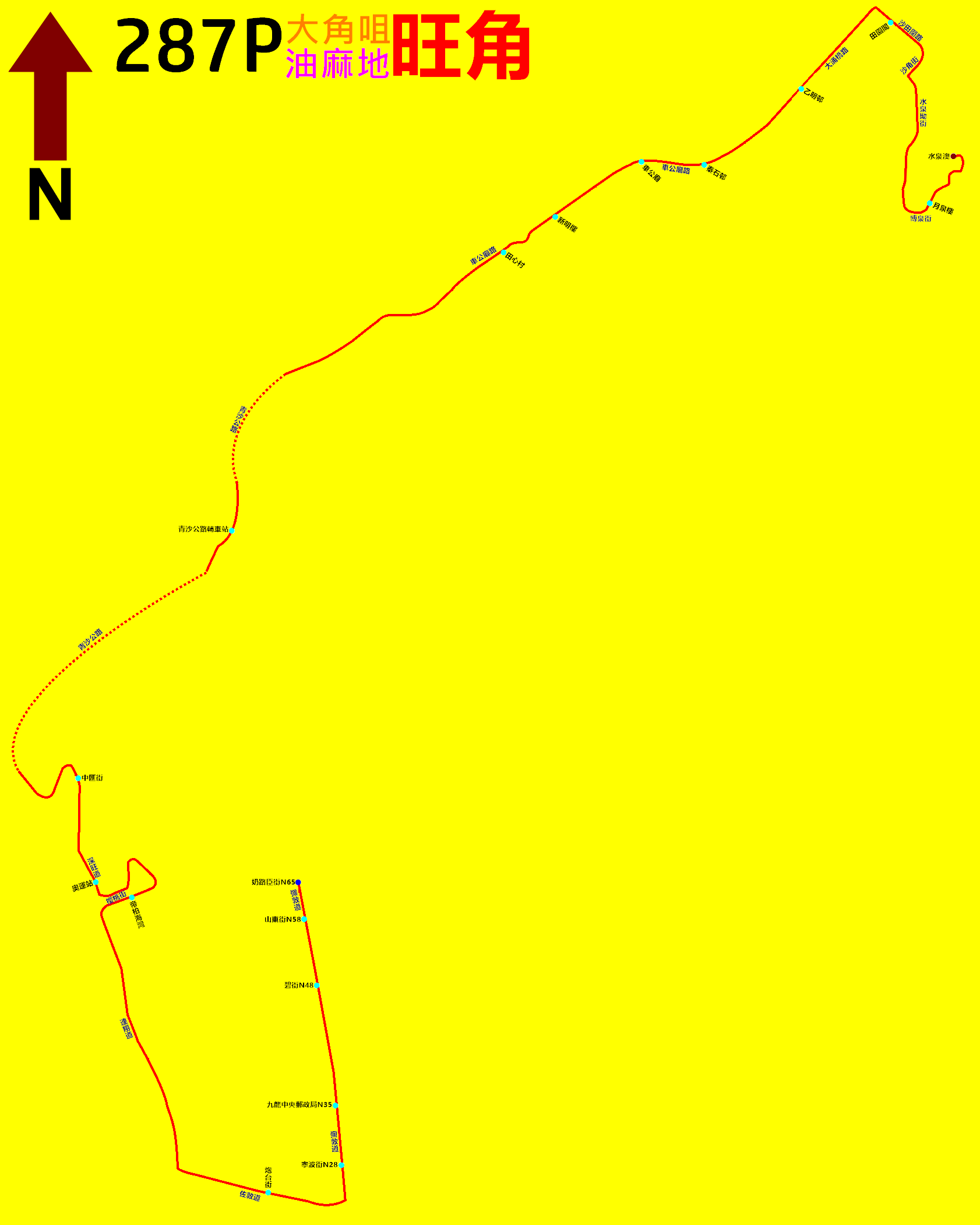
287P線的走線圖

經：多石街、博泉街、水泉坳街、沙角街（西行）、逸泰街、水泉坳街、沙角街（東行）、沙田圍路、大涌橋路、車公廟路、青沙公路（沙田嶺隧道、尖山隧道）、荔寶路、荔灣交匯處、連翔道、佐敦道、彌敦道、亞皆老街、櫻桃街、海泓道、旺角（柏景灣）公共運輸交匯處、海泓道、櫻桃街、深旺道、海輝道、連翔道、荔寶路、荔灣交匯處、青沙公路（尖山隧道、沙田嶺隧道）、車公廟路、大涌橋路、沙角街、乙明邨街、沙角街、逸泰街、水泉坳街、博泉街及多石街。
287X線之具體停站請參考資訊框
287P
經：多石街、博泉街、水泉坳街、沙角街、沙田圍路、大涌橋路、車公廟路、青沙公路、荔寶路、連翔道、海輝道、深旺道、櫻桃街、大角咀道、櫻桃街、亞皆老街、新填地街、旺角道及彌敦道。
287P線之具體停站請參考資訊框

## 使用狀況
287X線定線直接，吸引不少乘客乘坐，成功搶去不少87B（往返大角咀至大圍一段）以及部份81C/281B（往返油麻地及佐敦至大圍及沙田圍一段）的乘客，加上有部份從港島區出發的乘客經東涌綫前往奧運站後轉乘此路線，亦有於旺角及大角咀登車往新界的乘客於大圍站轉乘屯馬綫或專綫小巴803線前往馬鞍山，或轉乘東鐵線前往新界東北部以至中國內地。
與此同時，287X線於沙田區內服務範圍相若的專線小巴812線經常班次不穩及81C線所途經的獅子山隧道經常擠塞令相關行車時間延長，部分乘客不介意多付車資乘搭本線，來往大圍及沙田圍的短途客亦佔路線客量一定比例。上述情況令本線客量節節上升，繁忙時間經常頂閘，尤其在晚上時份乘客更是難於旺角及大角咀一帶登上此線返回大圍及沙田。
根據歷年巴士路線發展計劃及相關文件中的資料顯示，本線載客率如下：
- 2014年10月：最繁忙的一小時內平均載客率為53%[26]。
- 2015年︰最繁忙一小時內的乘客率為67%；非繁忙時間的乘客率為24%[11]。
- 2016年：最繁忙的一小時內乘客率為73%。

## 外部連結
- （页面存档备份，存于）